# ACT Performance Festival
Das ACT Performance Festival der Schweizer Kunsthochschulen ist ein Performancekunst-Festival, welches ausschliesslich studentischen Arbeiten gewidmet ist. Das Festival tourt jeweils im Frühling durch die Schweiz. 2019 fand das ACT in Bern, Genf, Luzern, Sierre, Zürich und Basel statt.

## Geschichte
Das Projekt ACT wurde im Jahr 2003 von den Kunsthochschulen von Aarau, Basel, Bern und Zürich gemeinsam lanciert.

## Fokus
Das ACT Festival konzentriert sich vollständig auf Performance-Arbeiten von Studenten der beteiligten Kunsthochschulen. Es werden vor allem Einzelperformances gezeigt, ausserdem Performance-Videos, akustische Interventionen und interaktive sowie performative Installationen.

## Teilnehmende Kunsthochschulen

### Seit 2003
- Zürcher Hochschule der Künste
- HGK Basel (heute HGK FHNW)
- Fachhochschule Aargau (heute FHNW)
- F+F Schule für Kunst und Design
- Hochschule der Künste Bern

### Seit 2004
- Haute École d'art et de design Genève
- Hochschule Luzern Design & Kunst

### Seit 2011
- École de design et haute école d'art du Valais[1]